# Maria im Tann

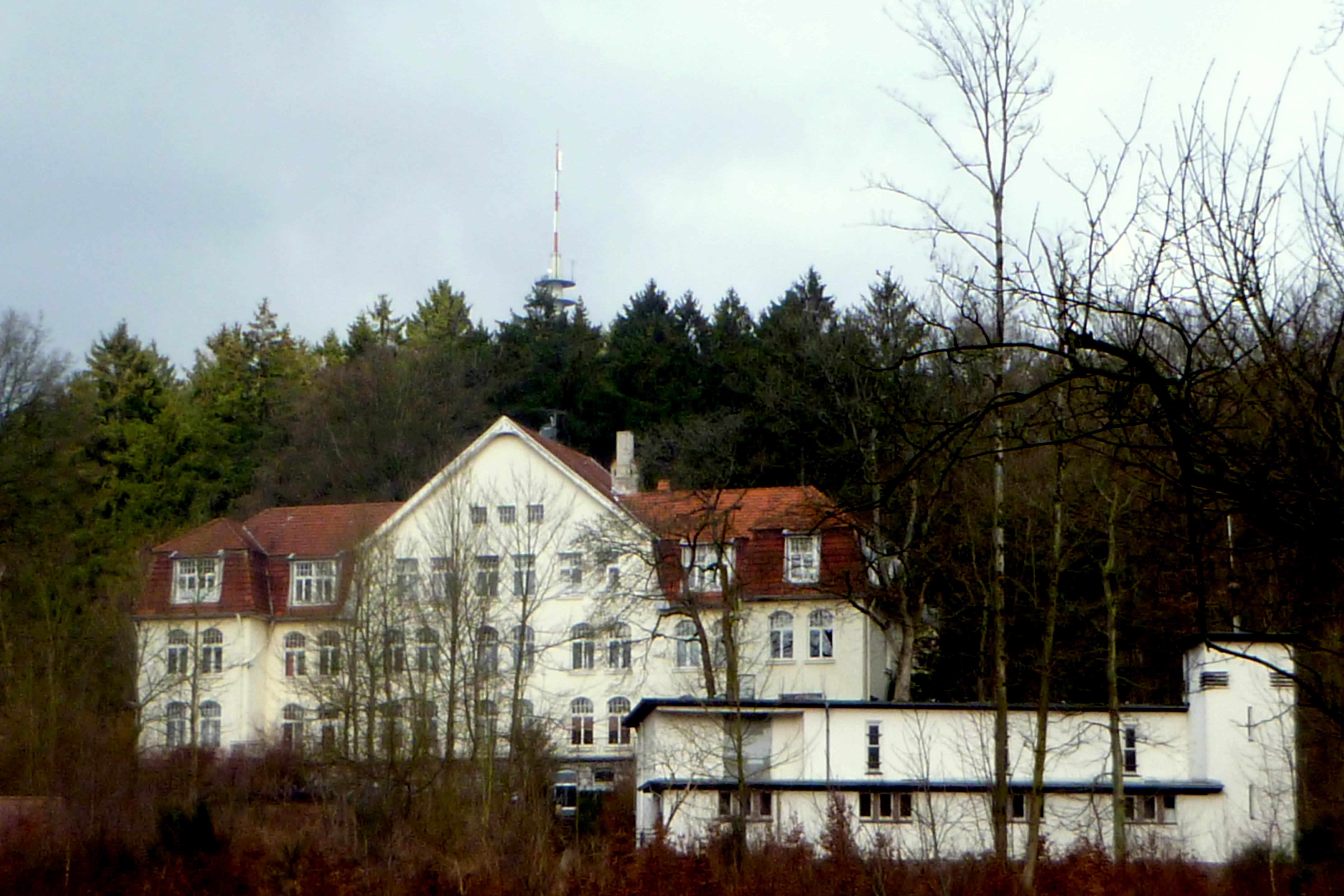
Hauptgebäude und Kapelle

Maria im Tann ist das Zentrum für Kinder-, Jugend- und Familienhilfe und die Jugendberufshilfe der Stadt Aachen am Rande des Stadtteils Preuswald. Es hat seinen Ursprung in der seit 1909 bestehenden Lungenheilstätte für Erwachsene und deren Erweiterung um ein Kinderheim im Jahre 1916 und wird seit 1995 vom Katholischen Erziehungsverein für die Rheinprovinz und der an ihn angeschlossenen Betriebsführungsgesellschaft mbH geleitet. Das oben beschriebene Zentrum ist Mitglied in der „Arbeitsgemeinschaft katholischer Einrichtungen und Dienste der Erziehungshilfen in der Diözese Aachen“ der Aachener Niederlassung des deutschen Caritasverbandes und beheimatet derzeit rund 220 Kinder und Jugendliche. Beschäftigt werden rund 110 Mitarbeiter.
Zur Gesamtanlage gehört ferner die Kapelle Mariä Geburt, die 1976 profaniert wurde, nachdem im Stadtteil selbst das neue Gemeindezentrum Maria im Tann eingerichtet worden war, das der katholischen Pfarrei St. Jakob in Aachen angeschlossen ist.

## Geschichte

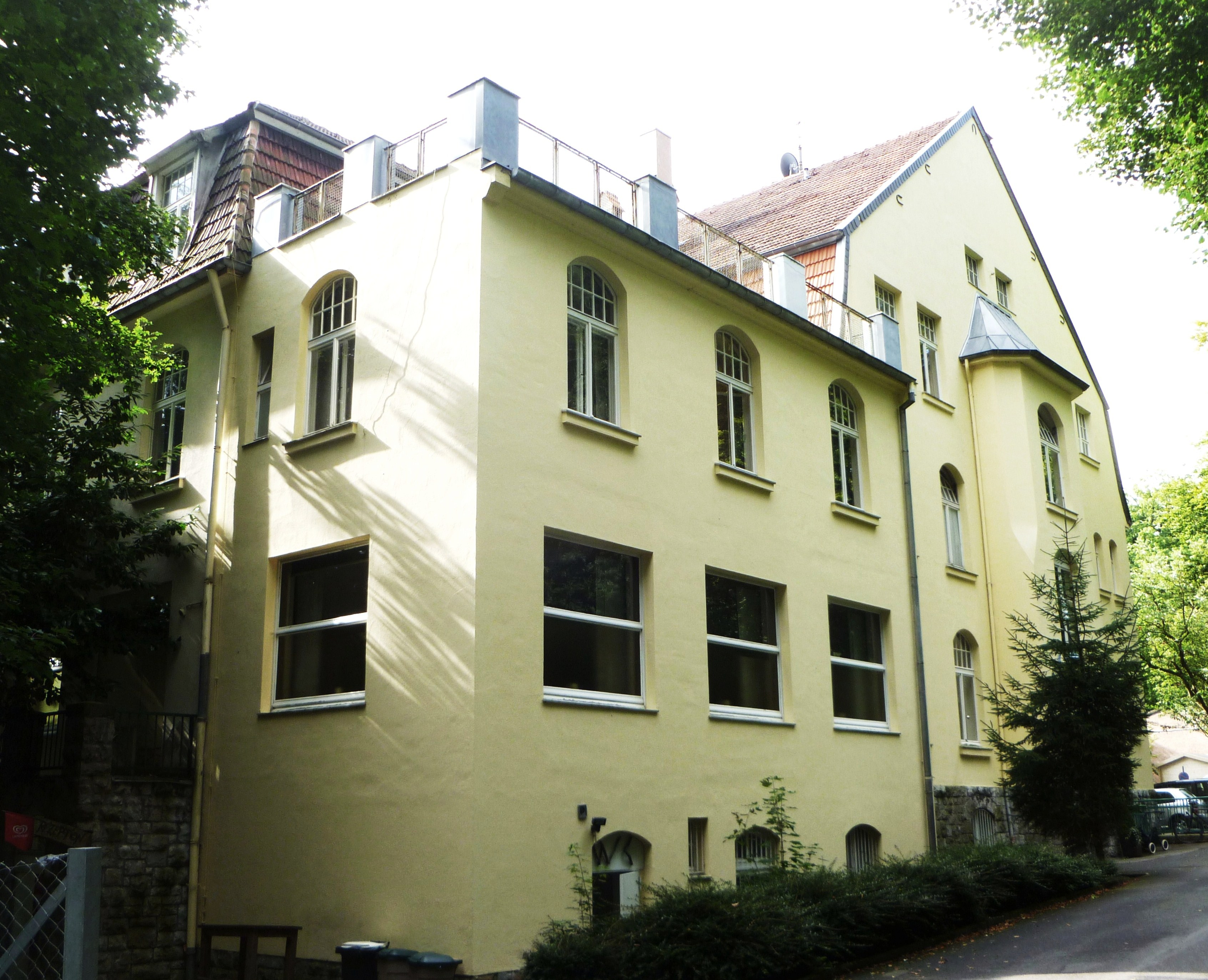
Ehemaliges Frauenhaus, jetzt Haupt- und Verwaltungsgebäude des Zentrums für Kinder-, Jugend- und Familienhilfe

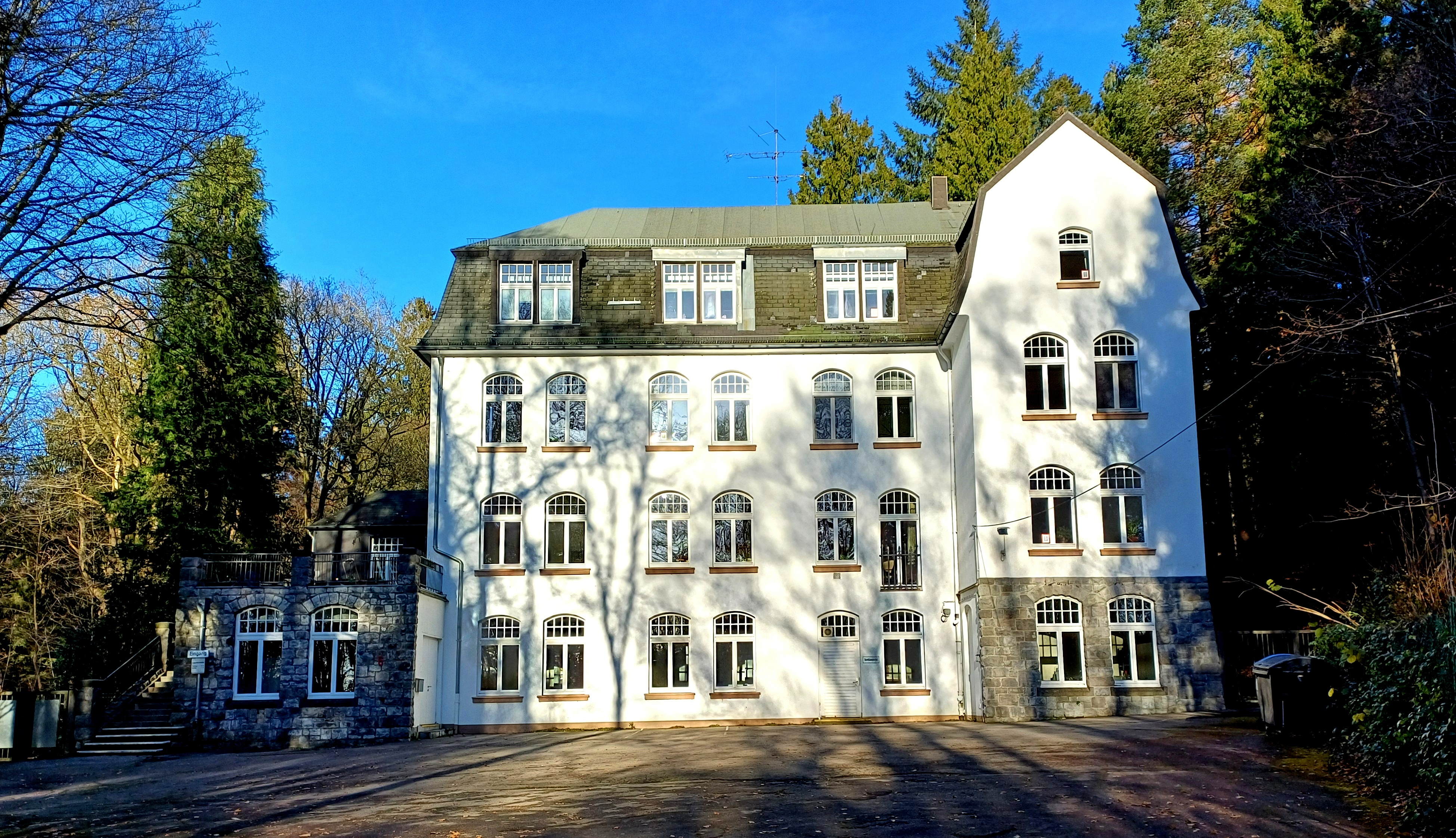
Ehemaliges Männerhaus; jetzt Haus der Jugendberufshilfe

Nachdem sich Ende des 19. Jahrhunderts durch Abgase und Staub der Tuch- und Nadelindustrie und des Bergbaus sowie durch epidemieartige Tuberkuloseinfektionen die Fälle von Lungenerkrankungen häuften, regten die örtlichen Mediziner die Gründung einer Lungenheilstätte im stadtnahen und gut erreichbaren Aachener Wald an. Aber erst nachdem im Jahre 1906 anlässlich der Silberhochzeit des deutschen Kaiserpaares Wilhelm II. und Auguste Viktoria die Aachener Feuerversicherungsgesellschaft und der Aachener Verein zur Beförderung der Arbeitsamkeit jeweils 150.000 Goldmark zur Verfügung gestellt hatten, genehmigte der Stadtrat das Vorhaben und stellte weitere 100.000 Goldmark zur Verfügung. Weitere Spenden kamen aus der Industrie und von einflussreichen Privatleuten. Der Aachener Stadtbaumeister Joseph Laurent wurde mit der Planung und Ausführung zweier Gebäude für die getrennte Unterbringung von Männern und Frauen beauftragt. Zum Ort des Bauvorhabens bestimmte man eine ruhige Waldlichtung an der Ausfallstraße nach Lüttich am Südhang des Aachener Waldes und damit eine Gegend jenseits der luftbelasteten Talkessellage Aachens, welche auch gut durch die zu jener Zeit dort vorbeifahrende Straßenbahn Aachen erreichbar war. Am 8. Juni 1909 wurden die beiden im reinen Jugendstil erbauten Gebäude eröffnet, wobei das eine den Namen „Kaiser-Wilhelm-Genesungsheim für Männer“ und das andere adäquat „Kaiserin Auguste-Viktoria-Genesungsheim für Frauen“ erhielt. 
Die Schlafräume der für jeweils 40 Patienten eingerichteten Häuser waren nach gesellschaftlichen Klassen unterteilt, wobei für die „Erste Klasse“ der Gewerbetreibenden, Beamten und Lehrer Doppelzimmer und für die „Zweite Klasse“ Vier- und Sechsbettzimmer zur Verfügung gestellt wurden. Darüber hinaus verfügten die Häuser über Spielräume und zwei Speisezimmer sowie für die Herren zusätzlich noch Rauch- und Billardzimmer. 
Recht bald nach der Eröffnung wurde der Kurkomplex auf Initiative des Beigeordneten Bürgermeisters Gustav Talbot (1859–1921) noch mit Baracken für eine Tageserholungsstätte jeweils für Männer und für schwächliche Kinder erweitert. Da sich jedoch der tägliche Transport der Kinder als umständlich erwies, wurde um 1913 mit Geldern aus der „Stiftung für arme elternlose Kinder“ und der „Stiftung für kranke und erholungsbedürftige Kinder minderbemittelter Stände aus Aachen“ der 1912 verstorbenen Clémence Talbot, Ehefrau des Eisenbahn-Industriellen und Direktor der Waggonfabrik Talbot Carl Gustav Talbot (1829–1899), mit dem Neubau einer Kindererholungsstätte anstelle der Baracken begonnen, die 1916 als „Talbotheim“ eröffnet wurde. Schon wenige Jahre später war dieser Bereich mit rund 350 Kindern pro Jahr, denen jeweils 30-tägige Kuren verordnet worden waren, ausgelastet. Für die Gottesdienste dieser Kinder wurde 1930 die Kapelle St. Mariä Geburt erbaut. Daraus rührt die Bezeichnung „Maria im Tann“ für alle vorhandenen und später noch dazukommenden Einrichtungen.
Im Jahre 1934 wurde das Männerheim geschlossen und bis 1971 von der Grundschule Bildchen übernommen. Auf Veranlassung der NS-Gauleitung wurde 1935 das Frauenheim mit erholungsbedürftigen auswärtigen Frauen belegt und erhielt 1936 den Namen „Erholungsheim Stadtwald“. Die Genehmigung für einen Aufenthalt im Kindererholungsheim gelangte in die Hände der Sozialverwaltung unter Mitwirkung der Nationalsozialistischen Volkswohlfahrt und der Hitlerjugend.
Nach dem Zweiten Weltkrieg verpachtete die Stadt Aachen im Oktober 1945 das Frauen- und Kindererholungshaus auf Empfehlung der Caritas Aachen an die aus dem Exil im belgischen Baelen zurückgekommenen Schwestern vom armen Kinde Jesus, welche die Anlage nun St.-Josephs-Heim nannten. Die Ordensschwestern bezogen das ehemalige und in seiner bisherigen Funktion nicht mehr eröffnete Frauengenesungsheim, in dem auch heute noch die Verwaltung ihren Sitz hat, und ließen bis 1958 weitere sechs neue Wohnhäuser für Säuglinge, Krabbelkinder und Jugendliche bis zum 14. Lebensjahr erbauen. Damit wurde man dem Platzbedarf für teilweise bis zu 190 Kindern gerecht. Nachdem 1971 die Grundschule Bildchen in den neu errichteten benachbarten Ortsteil Preuswald verlegt worden war, konnten die freiwerdenden Räumlichkeiten ebenfalls vom Orden genutzt werden, welcher dann auch im ehemaligen Männerheim eine staatliche Haushaltsschule mit Näh- und Bügelzimmer und Gemeinschaftsküche für die Mädchengruppen einrichtete.

## Heutige Situation
Im Jahr 1995 mussten die Ordensschwestern auf Grund Nachwuchsmangels das Kinderheim Maria im Tann aufgeben und kündigten den Mietvertrag mit der Stadt Aachen. Diese übertrug nun die Verwaltung der jetzt zum „Zentrum für Kinder-, Jugend- und Familienhilfe“ umbenannten Einrichtung an den „Katholischen Erziehungsverein für die Rheinprovinz“ und richtete dort zusätzlich noch eine Außenstelle mit Werkstätten für die städtische Jugendberufshilfe ein. Darüber hinaus wurden ab 2002 auf dem Gelände noch zwei ausgelagerte Klassen der Martin-Luther-King-Schule aus Aachen aufgenommen, einer städtischen Förderschule mit Schwerpunkt emotionale und soziale Bindung.
Kern der Einrichtung sind die vier Wohngruppen für Jungen und Mädchen unter 12 Jahren und eine für über 12-jährige mit jeweils 10 Plätzen und eine Übergangsgruppe mit acht Plätzen sowie eine Intensivgruppe für 9 Kinder und Jugendliche bis zum 20. Lebensjahr, die unabhängig von ihrer nationalen oder ethnischen Herkunft oder Religionszugehörigkeit in den verschiedenen Gruppen Aufnahme finden. Sie stammen aus Elternhäusern, die mit der Erziehung aus sozialen, gesundheitlichen oder psychischen Gründen überfordert waren und sind, und wo sie teilweise Gewalt erfahren haben oder sexuell missbraucht worden sind. Ebenso finden dort Kinder und Jugendliche Unterkunft, welche selbst unter Entwicklungsverzögerungen oder -störungen, Verhaltensproblemen oder körperlichen und psychischen Behinderungen leiden. Ziel der Einrichtung ist die Stärkung der eigenen Persönlichkeit, Verbesserung der sozialen Kompetenz sowie die Erlangung notwendiger Schulabschlüsse und die Vorbereitung einer beruflichen Lebensplanung. Darüber hinaus nimmt das Heim immer wieder Flüchtlingskinder auf, die aus den unterschiedlichsten Krisengebieten weltweit herkommen und wo sie medizinische Versorgung, therapeutische Hilfe und intensiven Sprachunterricht erhalten.
Für die körperliche Ertüchtigung stehen auf dem Gelände eine Mehrzweckhalle mit Kletterwand, ein Fitnessbereich, ein Fußballplatz, zahlreiche Basketballkörbe aber auch der unmittelbar am Gelände angrenzende öffentliche Seilgarten zur Verfügung. Außerdem bietet das umliegende Waldgebiet zahlreiche Möglichkeiten der Wald- und Erlebnispädagogik. Darüber hinaus wurde mit aktiver und finanzieller Unterstützung des Aachener Lions-Clubs und seiner Jugendorganisation Leo-Club im Jahr 2012 ein Multifunktionshaus erbaut, welches sowohl für Therapiesitzungen oder gezielte Förderangebote genutzt werden kann als auch für verschiedene Freizeitaktivitäten der Kinder und Jugendliche außerhalb ihrer Wohngruppen. 
Das ehemalige Frauenhaus und jetzige Haupt- und Verwaltungsgebäude mit der Adresse „Unterer Backertsweg 7“ und das ehemalige Männerhaus und heutige Gebäude der Jugendberufshilfe „Unterer Backertsweg 6“ sind in das Verzeichnis der Denkmäler im Gebiet der Stadt Aachen vom 11. März 1980 aufgenommen worden.

## Kapelle Mariä Geburt

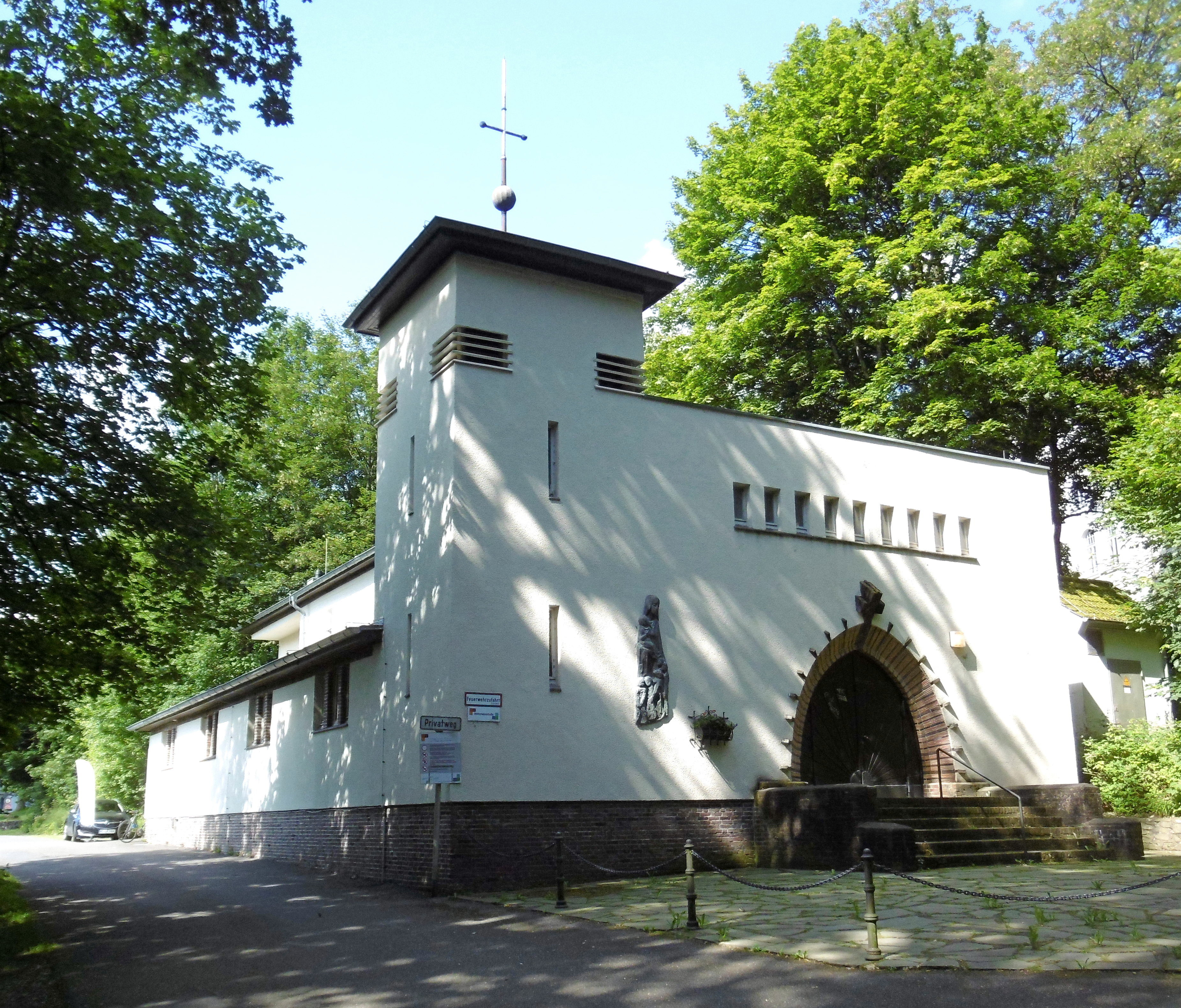
Kapelle St. Mariä Geburt

Zur seelsorgerischen Betreuung des Kindererholungsheimes wurde auf dem dortigen Gelände die am 16. Juli 1930 geweihte Kapelle St. Mariä Geburt erbaut. Weil das Gotteshaus städtisches Eigentum war, musste die Aachener Pfarre Heilig-Geist, die die Betreuung übernehmen wollte, mit der Stadt Aachen einen Nutzungsvertrag aushandeln, der im November 1936 geschlossen wurde. Die Kapelle stand laut Vertrag neben den Bewohnern der Jugendeinrichtung allen Bürgern aus der Grenzsiedlung Bildchen und dem belgischen Hergenrath offen. Sie war in der Bevölkerung durch ihre einmalige Lage am Waldrand vor allem als Trauungskirche äußerst beliebt und über den Pfarrsprengel hinaus bekannt. Mit der Einweihung des neuen Gemeindezentrums Maria im Tann wurde die Kapelle 1976 profaniert und dient seitdem der Jugendeinrichtung als Mehrzweck- und Turnhalle sowie als Station der örtlichen Fronleichnamsprozession. Das Gebäude steht seit 1987 unter Denkmalschutz.
Der Bau der Kapelle wurde aus dem Reichsgrenzfonds finanziert und durch den Aachener Baurat Philipp Kerz vom Hochbauamt in einer Mischung aus Bauhaus- und Heimatstil entworfen. Bis auf das spitzbogige Portalfenster in der Eingangsfassade dominieren eckige Fenster und rechte Winkel. Im quadratischen Eckturm an der linken Gebäudeecke befand sich eine Glocke mit dem Leitspruch: Maria mit dem Kinde lieb, uns allen ihren Segen gib. Diese wurde 1941 durch die Nationalsozialisten beschlagnahmt und konnte erst 1963 durch eine neue Glocke mit gleicher Gravur aus der Glockengießerei Brockenfeld in der Eifel ersetzt werden, die 1981 in das Gemeindezentrum verlegt wurde.
Der flachgedeckte Innenraum der Kapelle ist unterteilt in ein Hauptschiff und ein niedriges Seitenschiff zur Linken mit farbverglasten Fenstern sowie einen rechteckigen eingezogenen Chor. Die Inneneinrichtung wurde im Wesentlichen durch den Künstler und Architekten Wilhelm Schmitz-Gilles gestaltet. Raumbeherrschend war das Marienbild aus dem Jahr 1930 von der Kunstlehrerin Luise Westermayer über dem Altar, das 1976 ebenfalls dem Gemeindezentrum übergeben wurde. 
Bis auf dem Weihwasserbecken am Hauptportal, einem alten Opferstock und dem Kreuz auf dem Turm ist nichts von den sakralen Objekten übrig geblieben. Dennoch wurden diese 1978 noch durch eine bronzene Schutzmantelmadonna von dem Bildhauer Joseph Krautwald an der Hauptfassade ergänzt.

## Gemeindezentrum Maria im Tann

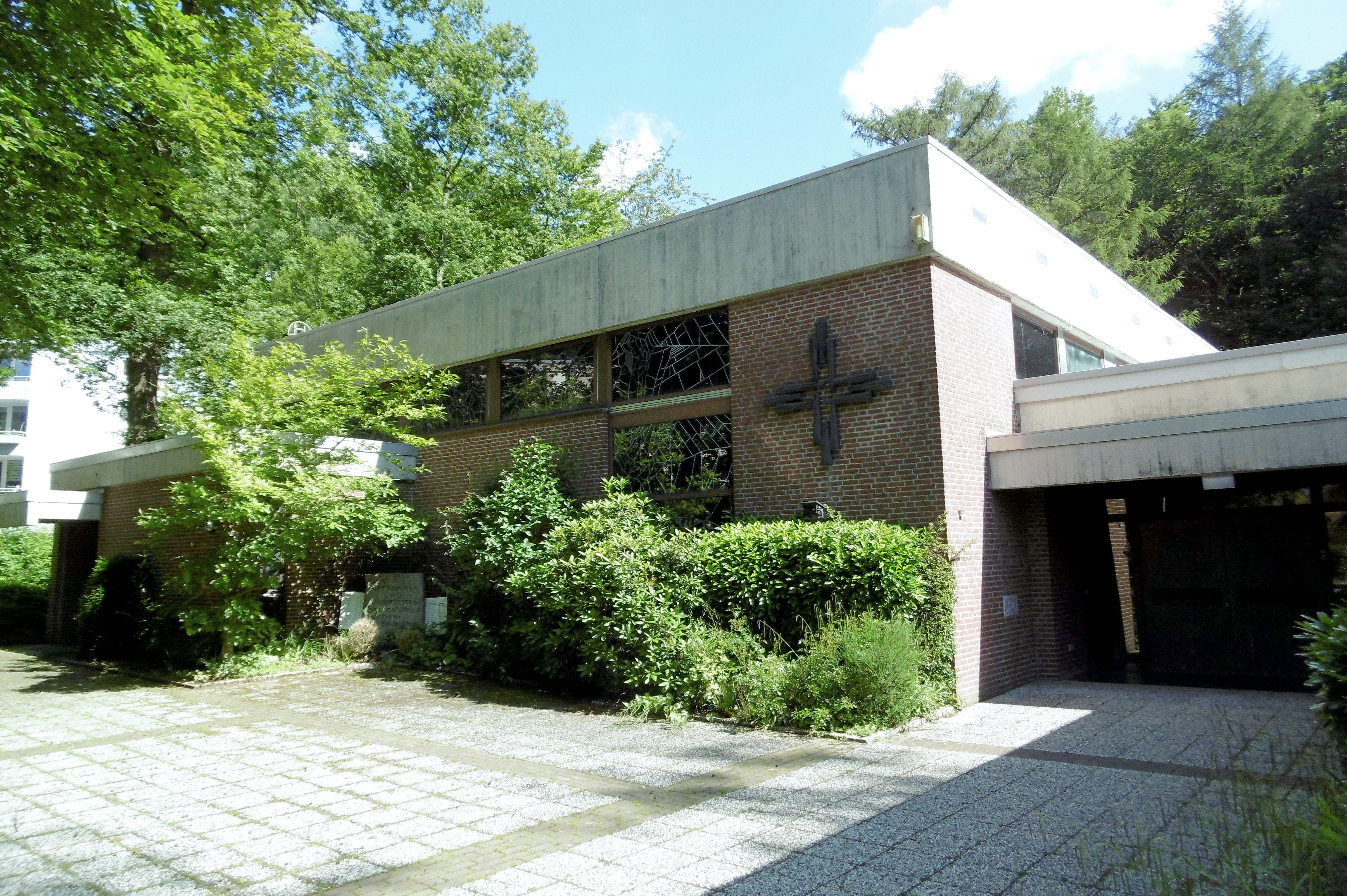
Gemeindezentrum Maria im Tann, Preuswald

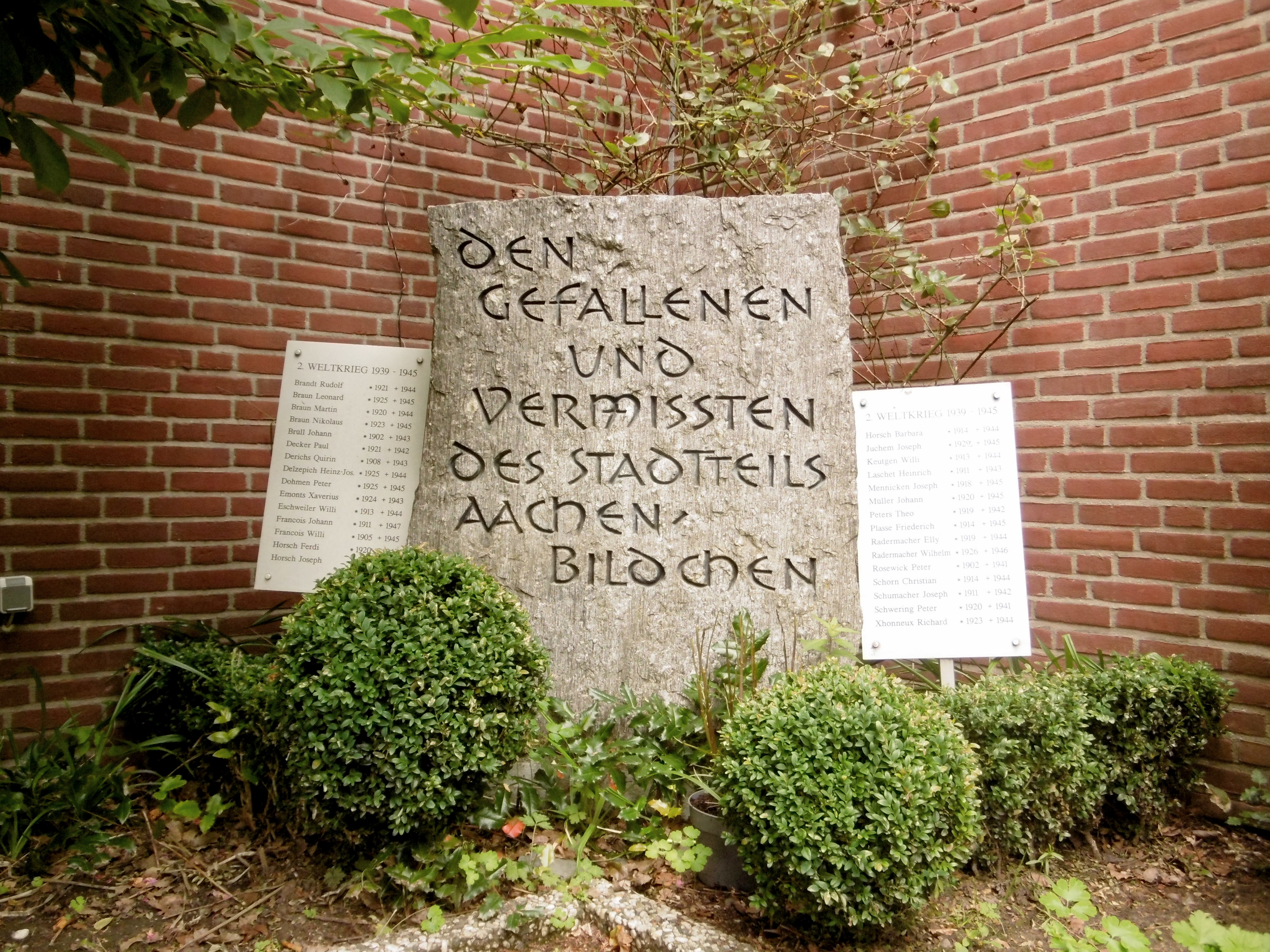
Gedenkstein für die Opfer des Zweiten Weltkriegs am Gemeindezentrum

Nachdem Anfang der 1960er Jahre die Siedlung Preuswald erbaut worden war und die Einwohnerzahl stetig anstieg, richtete 1969 die Pfarre Heilig Geist in diesem neuen Ortsteil eine Vikarie ein, die jetzt das Gebiet südlich des Hauptkammes des Aachener Waldes bis zur belgischen Grenze umfasste. Dazu wurde im Ort unweit der alten Kapelle der Bau eines neuen Gemeindezentrums nach Plänen des Architekten Hubert Olion in Auftrag gegeben. Der Baubeginn war am 13. Januar 1975, die Grundsteinlegung mit der Inschrift Propter nos homines (Für uns Menschen) fand am 9. Juni 1975 statt und die Einweihung auf dem Namen „Maria im Tann“ wurde am 13. März 1976 durch Regionaldekan Karl-Heinz Collas vollzogen. Zwischen 1990 und 2002 wurde Maria im Tann zur eigenen Pfarre erhoben, wurde aber dann zunächst wieder in den Seelsorgebezirk der Pfarre Heilig Geist integriert und mit dieser schließlich 2010 in die Gemeinschaft der Gemeinden Aachen-West eingegliedert.
Der Kirchenbau wurde im Sinn der liturgischen Erneuerung nach dem Zweiten Vatikanischen Konzil gestaltet und dabei auf Monumentalität zugunsten eines menschlichen Miteinanders verzichtet. Dabei wurden flach gedeckte, kubische Bauteile in Klinkerbauweise mit ihrer Schauseite zur Reimser Straße angeordnet und um das Foyer Kirche, Sitzungs- und Seminarräume, Küche und Jugendtreff gruppiert. Der Kirchentrakt ist durch seine größere Höhe gekennzeichnet und der Altarraum vom Saal durch eine Schiebewand abtrennbar. In den Außenwänden wurden abstrakte Farbfenster nach Plänen von Siegfried Haas, senior eingebaut. Im kleinen Glockenturm wurde 1981 die Glocke aus der vormaligen Kapelle eingelassen.
Zur Ausstattung der Filialkirche gehören neben Altar, Ambo, Kreuzstele und Osterleuchter mehrere Kunstgegenstände von Joseph Krautwald, darunter eine Marienfigur mit Christuskind aus dem Jahr 1976, ein Fassadenkreuz aus dem Jahr 1979 sowie ein mit biblischen Szenen und Motiven reich dekoriertes Sakramentshäuschen aus den Jahren 1976 bis 1979. Darüber hinaus wurde das Marienaltarbild von Luise Westermayer und ein Taufbecken aus der Heilig-Geist-Kirche übernommen. Darüber hinaus wurde neben dem Haupteingang ein Gedenkstein mit zwei Tafeln mit den Namen der Opfer des Zweiten Weltkriegs aus dem Stadtteil Bildchen aufgestellt.
Dem Gemeindezentrum Maria im Tann angeschlossen ist als Teil-offene-Tür (T.O.T.) eine Außenstelle des Aachener Kinder- und Jugendzentrums St. Hubertus.